# Сапфо
Сапфо́, Сафо́, Псапфо́ (на еолійському діалекті Псапфа) Мітиленська (грец. Σαπφώ, «світла, осяйна») (бл. 630 до н. е., о. Лесбос — 570 до н. е., о. Лефкас) — давньогрецька поетеса, композиторка і музикантка, авторка монодичної меліки та «сапфічної строфи». Заснувала й очолила «Дім Муз» при храмі Афродіти. Названа Платоном «десятою музою». Внесена до канонічного списку Дев'ять ліриків.
У центрі її творчості  — теми любові, еротизму, кохання.
Вшанована в «Поверху спадщини» Джуді Чикаго чільним місцем за столом.

## Життєпис

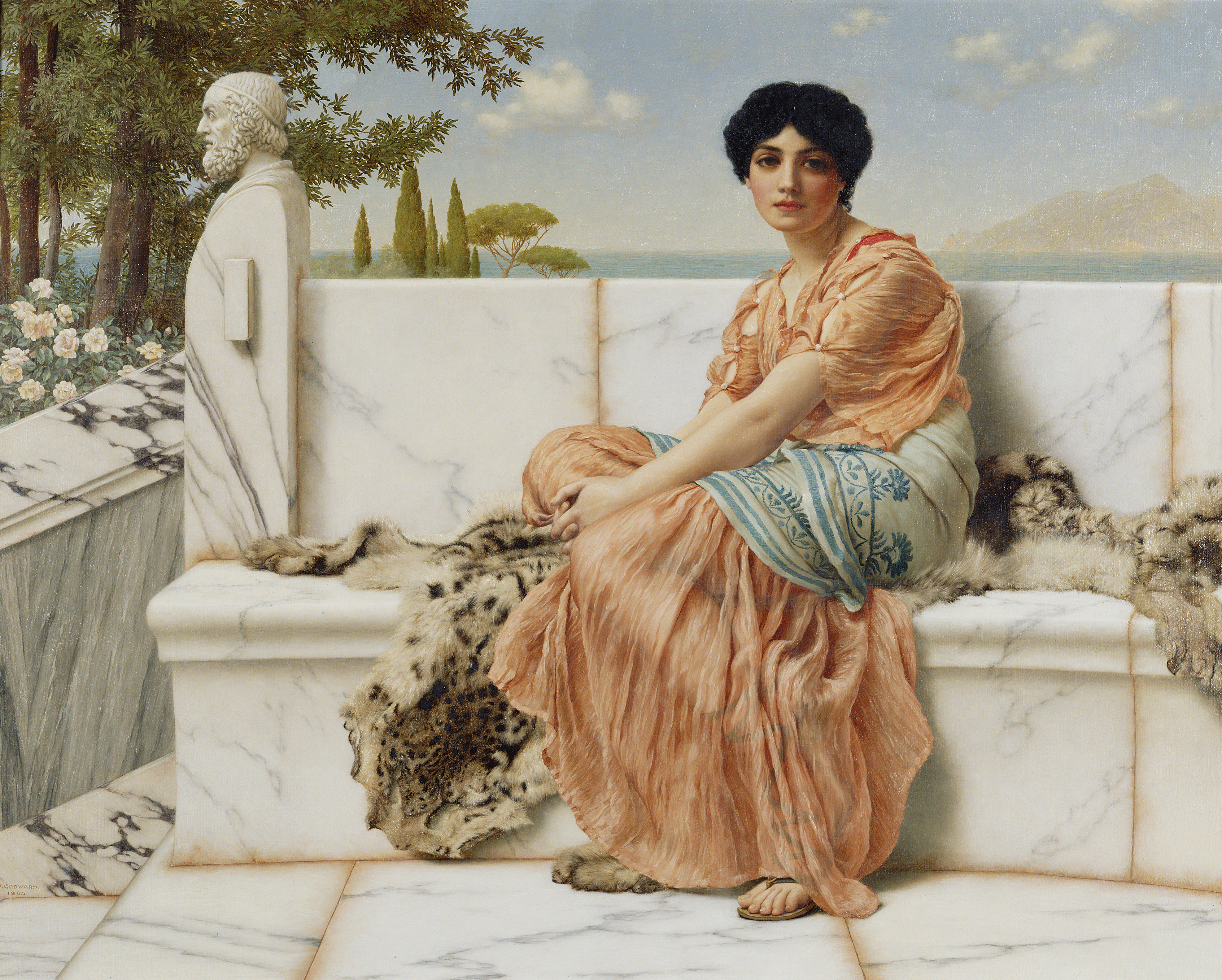
Говард. У дні Сапфо (1904).

```
«Псапфо фіалкокоса, солодкосміхна, чиста…», — друг Сапфо поет 
Алкей
.
```

Дані про життя Сапфо неточні і спотворені її численними біографами, конкурентами і послідовниками. Єдиним сучасним джерелом відомостей про життя Сапфо є її поетичні твори.
 

 Жереб мені

 Випав такий:

 Серцем палким

   Любити

 Ласку весни,

 Розкіш, красу,

 Сонця ясне

   Проміння. 

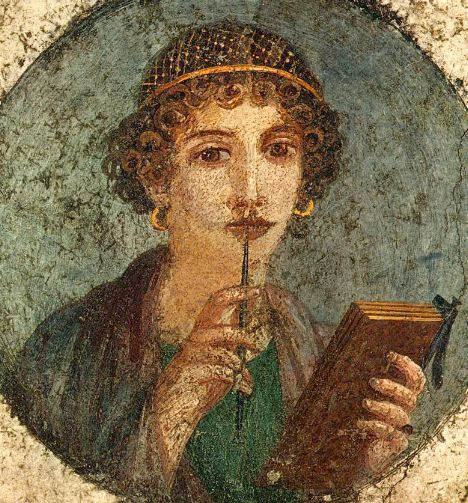
«Сапфо». Мозаїка з Геркуланума з зображенням заможної помпейської жінки. До Сапфо стосунку не має. Національний археологічний музей (Неаполь)

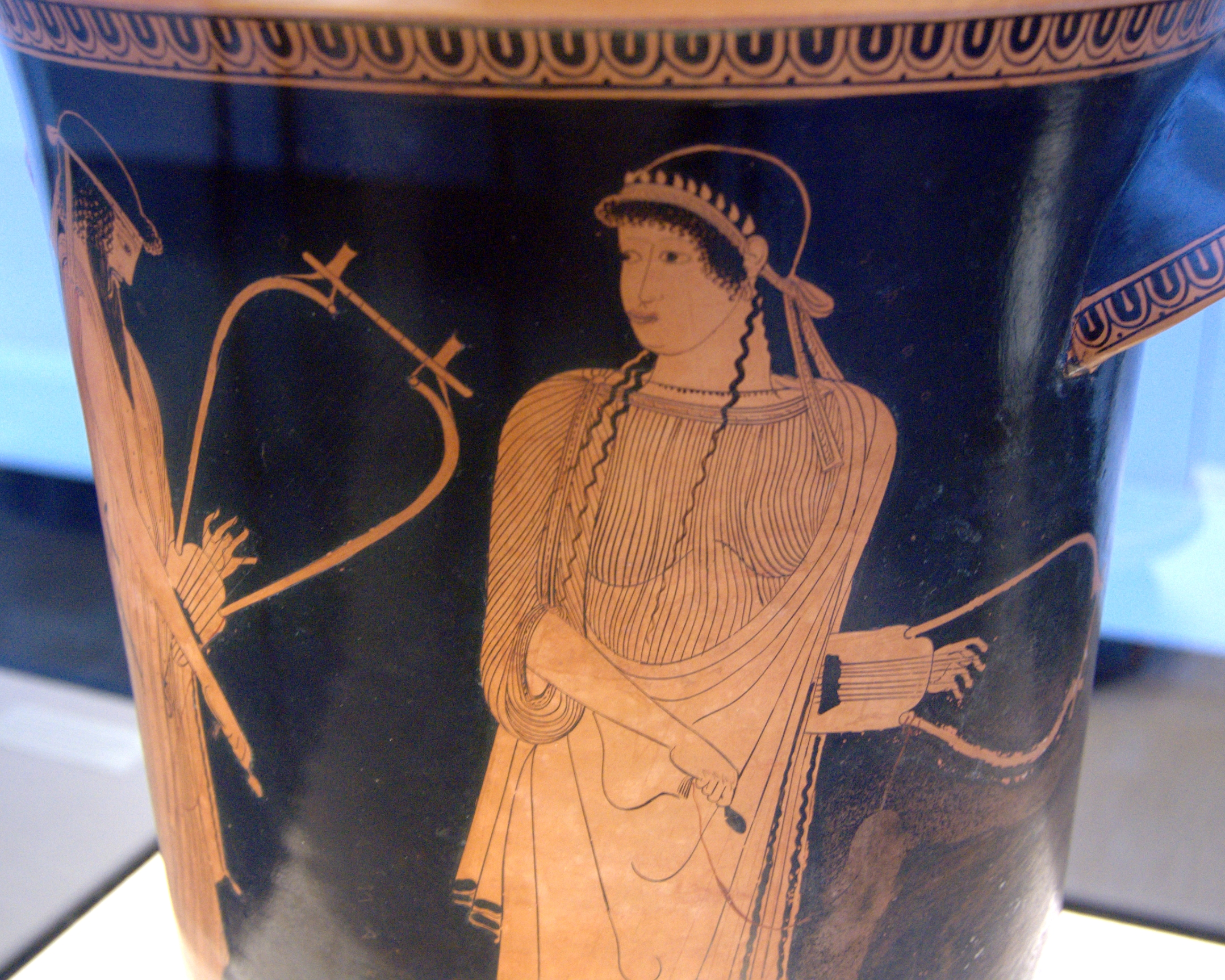
470 р. до н. е. Алкей і Сапфо. Червонофігурний калатос з Акрагасу (Сицилія). Одне з найраніших вцілілих зображень Сапфо.

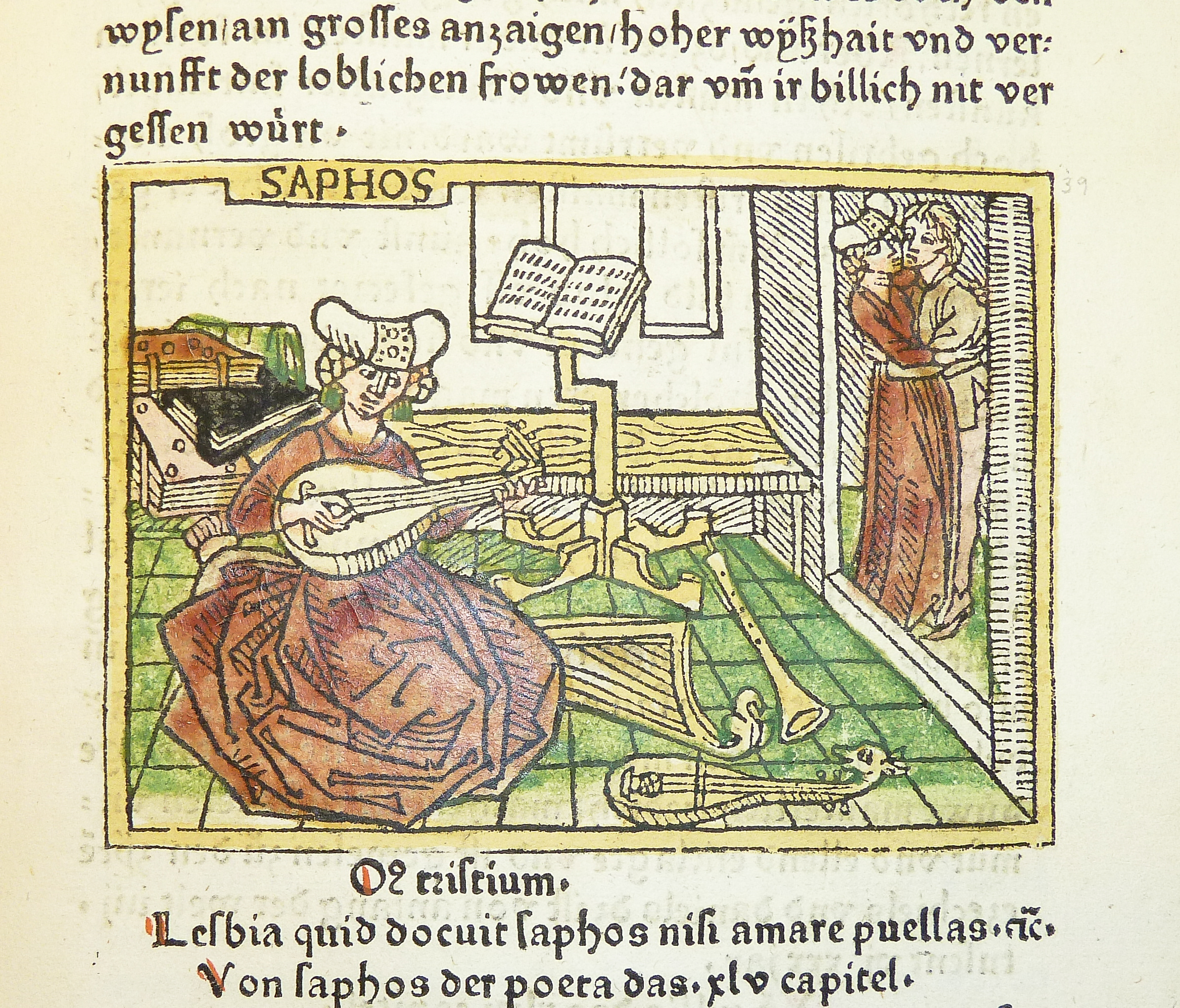
Лубочна ілюстрація німецького перекладу збірки біогрфій видатних жінок Бокаччо De mulieribus claris (1474). У Середні віки Сапфо була прообразом освіченої та розумної жінки, покровительки мистецтв.

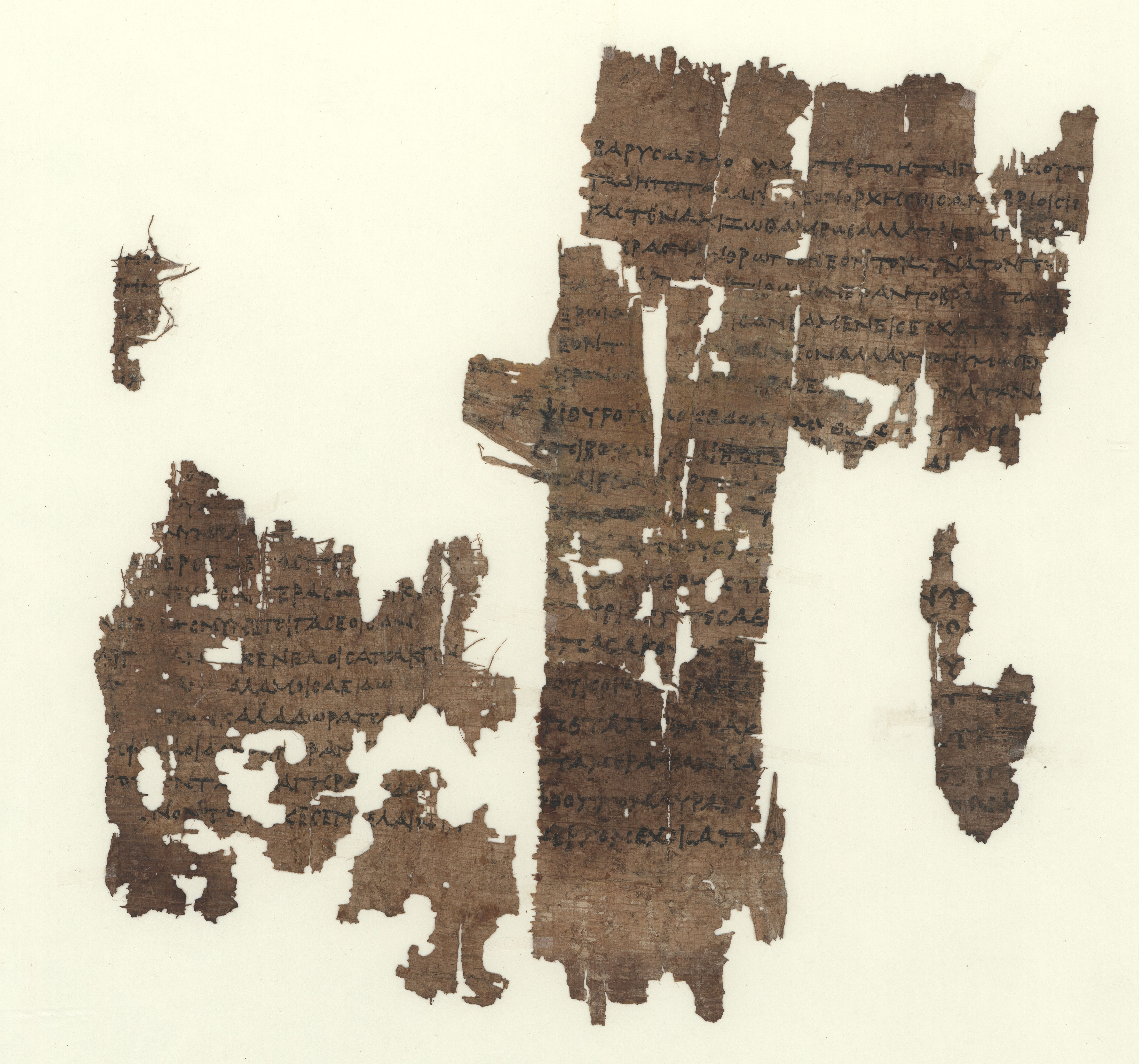
Папірус Сапфо з «віршем про старість» (поема про Тітона, фрагмент 58, рядки 9-20), 3 ст. до н. е.

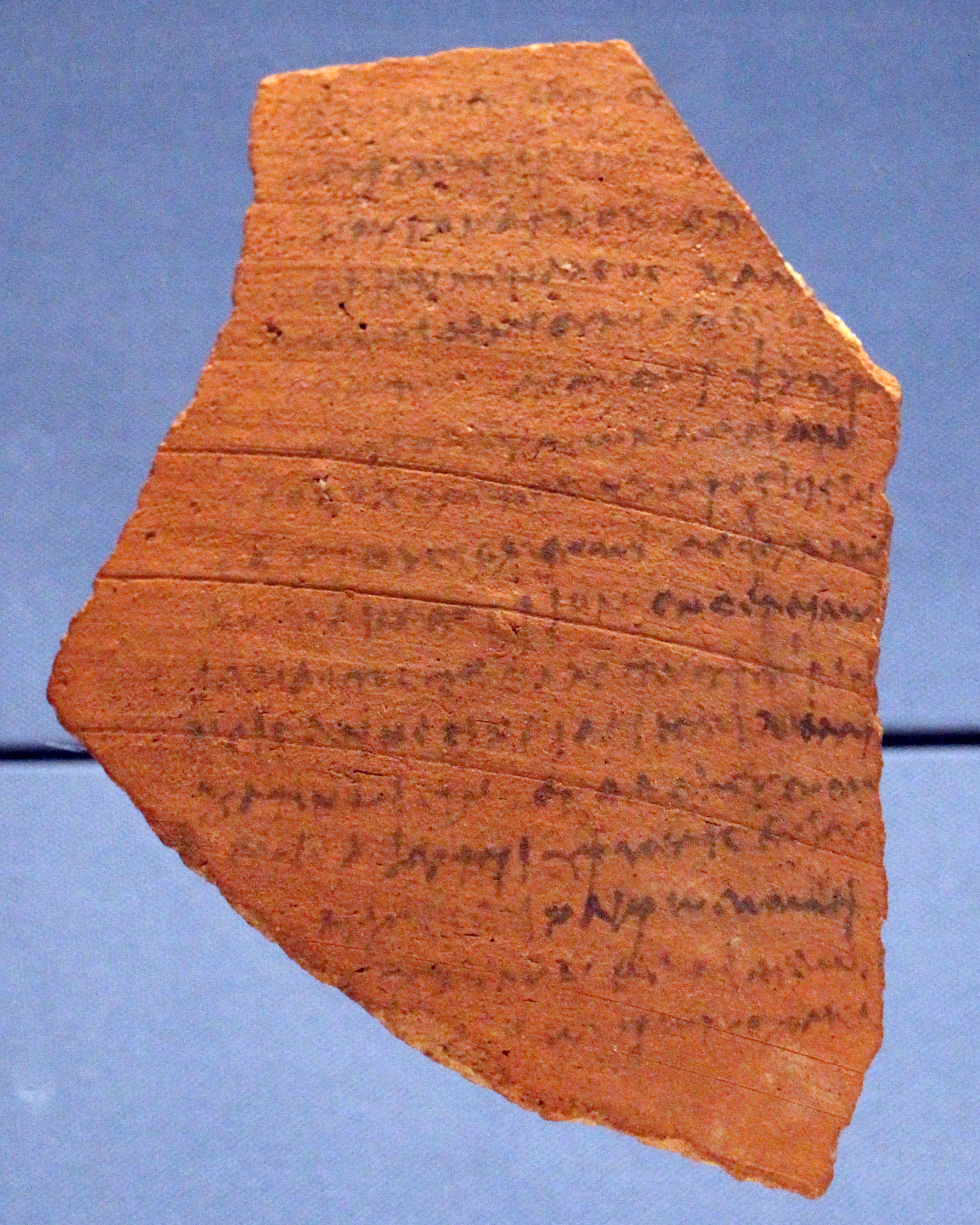
Флорентійський черепок із фрагментом 2 Сапфо (16 рядків).

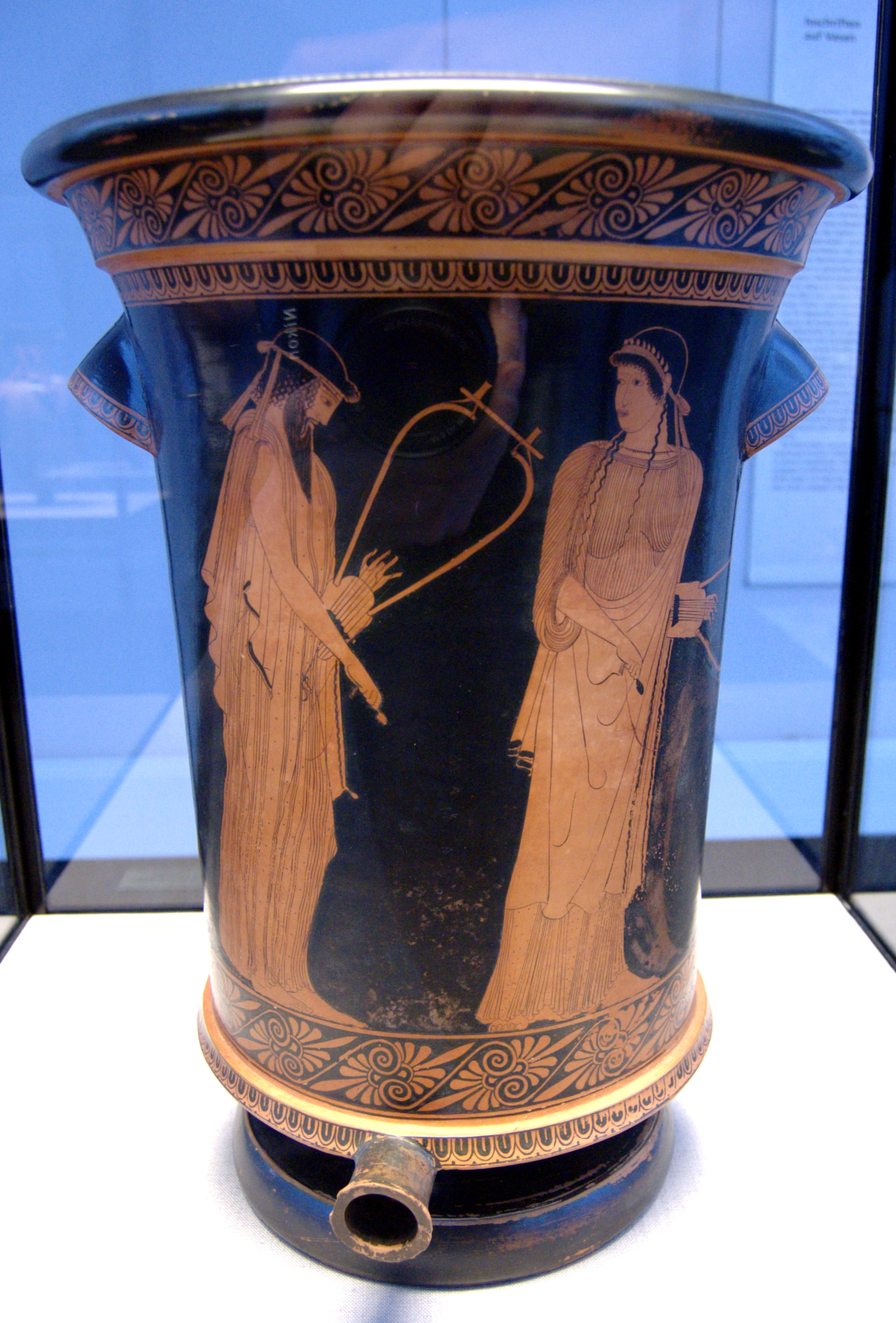
Аттичний червонофігурний калаф. Алкей і Сапфо, Вазописець Брига. Близько 470 до н. е. Державне античне зібрання, Мюнхен

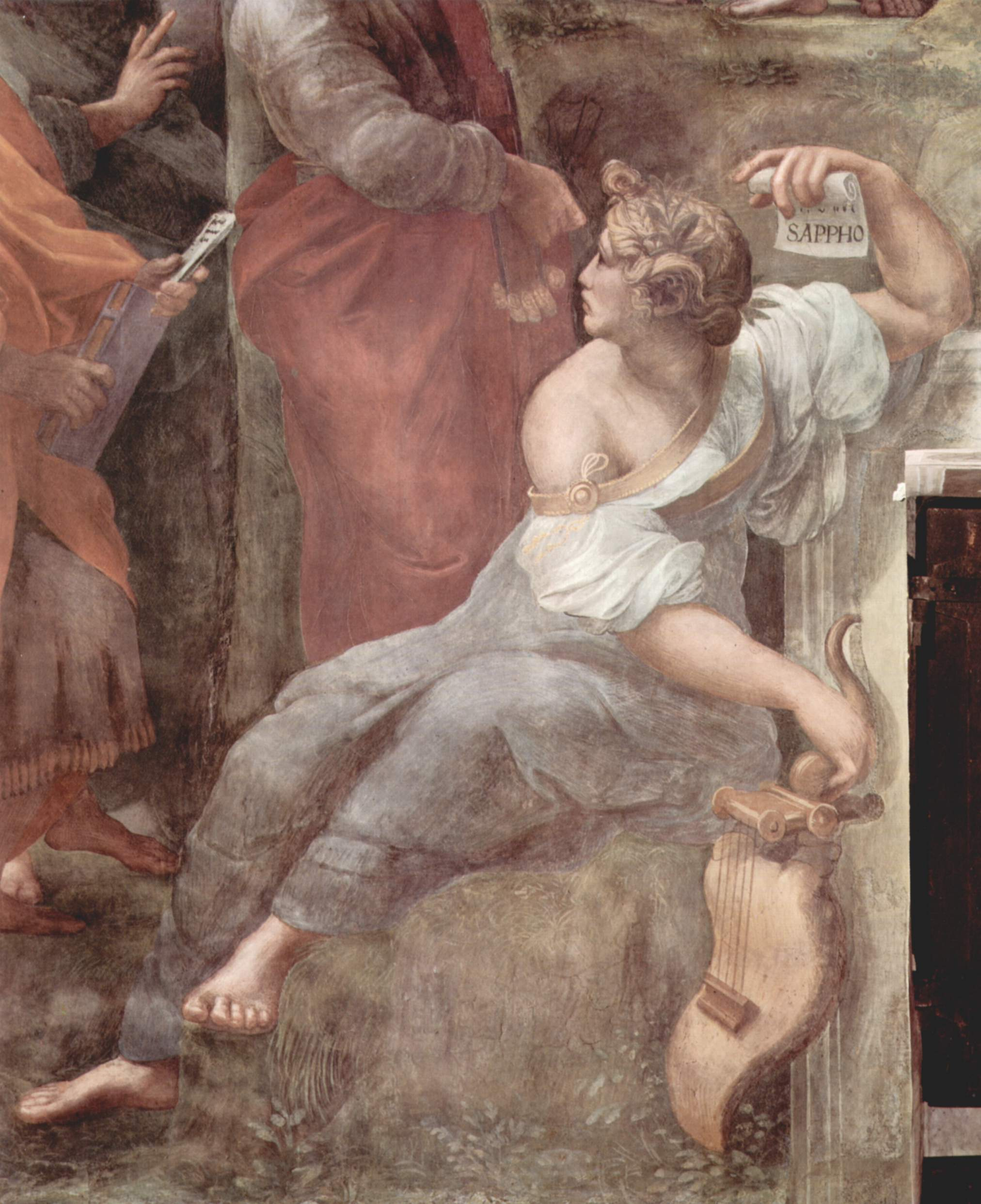
Рафаель. Сапфо (фрагмент фрески «Парнас», 1510—1511). Ватикан.

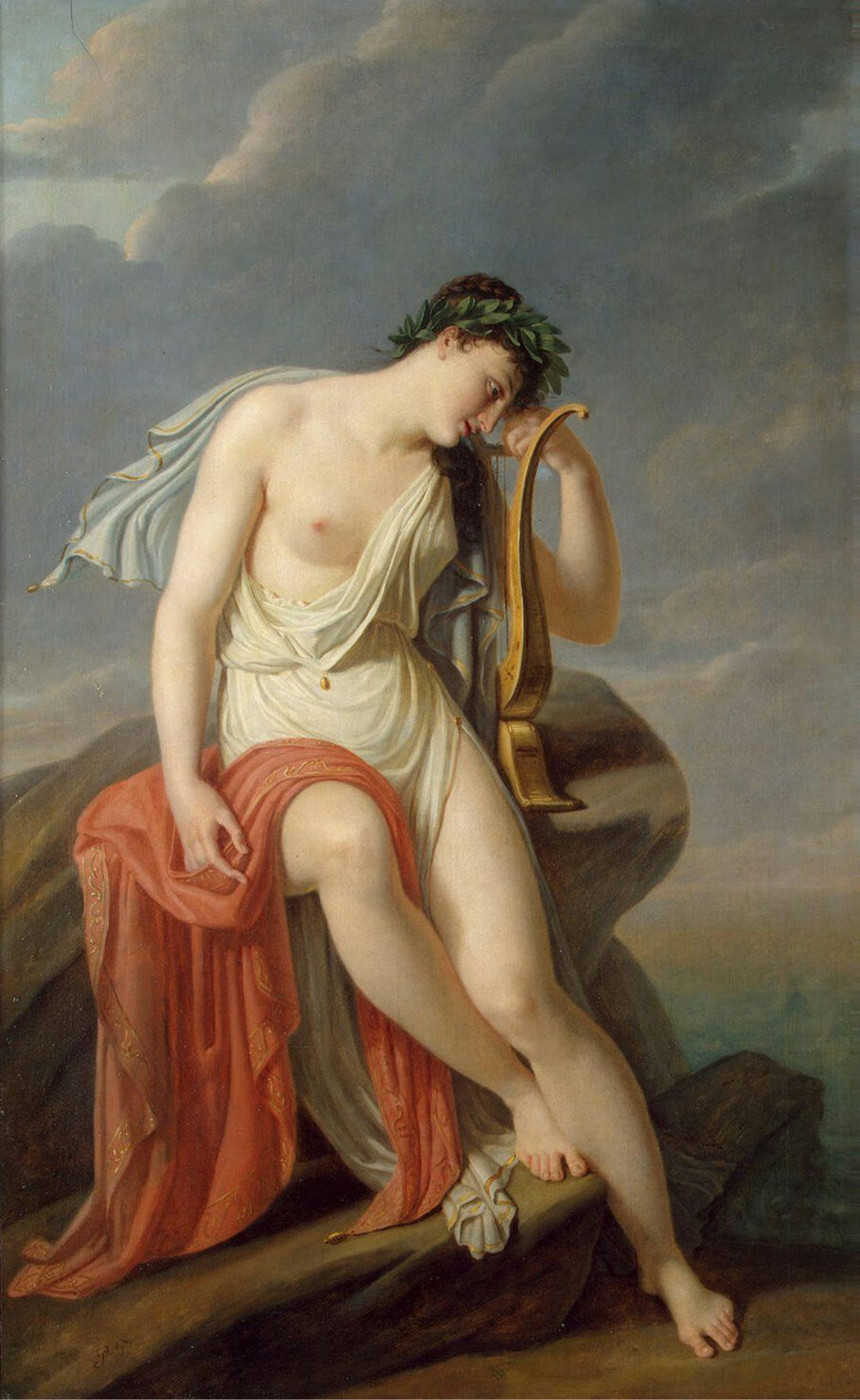
Герен. Сапфо на Левкадській скелі (1800-ті). Ермітаж

Народилась у місті Мітилена на острові Лесбос в Егейському морі між 630 і 620 до н. е. у сім'ї «нового» аристократа-торгівця Скамандроніма, і жінки на ім'я Клеїс. Мала трьох братів (Харакса, Ларіха й Евріга). У шестирічному віці втратила батька, тому матері довелося віддати її до школи гетер, де навчали співу і танцям.

Відчуття слова й ритму проявилося у Сапфо в ранньому віці, і, ймовірно, з ранніх літ вона писала гімни для хору, що виступав на Термійських панегіреях — головному релігійному святі Мітилени на честь Артеміди Термії, древньої богині, владарці водних джерел на Лесбосі. Крім цього, Сапфо писала оди, гімни, елегії, святкові й застільні пісні.
У 618 до н. е. владу у місті захопив Меланхр, котрого древні автори звуть першим тираном Мітилени. Зусиллями поета Алкея з братами і Піттака, був убитий, і тираном став Мірсил, політика якого була спрямована проти старої мітиленської знаті, і у числі інших аристократів рід 17-літньої Сапфо тікає на Сицилію (між 612 і 618 до н. е.). Її вигнання у Сіракузах тривало до смерті Мірсила (між 595 і 579 до н. е.), і лише після 30-ліття вона повертається додому.
За свідченнями сучасників, була невисокого зросту, дуже смаглява, з живими блискучими очима і довгими темними кучерями уздовж щік.

### Перекази та легенди про Сапфо
Оцінка творчості й особистості Сапфо у пізню античність дуже суперечлива: від палкого захоплення до байок і анекдотів сумнівного характеру. У давнину існувало чимало переказів про стосунки поетеси з її обраницями й коханими. Початок їм поклали представники аттичної комедії (відомі імена семи коміків, які обрали сюжетом своїх п'єс епізоди з життя Сапфо). Вони, не розуміючи змісту поезії Сапфо повністю і ставлячись до культурного розвитку еолійської жінки початку VI ст. до н. е.. з точки зору сучасної їм афінської дійсності, перекручено тлумачили деякі відомості про життя Сапфо.
- За першим з переказів, у Сапфо після її повернення з вигнання закохався поет Алкей, однак Сапфо відмовила йому: «Коли б твій намір чистий і добрий був, тоді б і слово легко злетіло з уст, і вниз очей не опускав би, сміло казав би, чого бажаєш». Навіть фрагменти їх лірики сплітаються в доказ[14], проте такий діалог навряд міг мати місце в реальності: пісні Алкея виконувались на симпосіях, чоловічих бенкетах, пісні Сапфо— на святах фіасу, замкнутої культової співдружності дівчат і жінок.
- Пізніше Сапфо буцімто одружилася з заможним андрійцем Керкілом і народила дочку Клеїс (Клеїду), котрій присвятила цикл поезій. Але з невідомих причин і чоловік, і дочка прожили недовго. Ймовірно, ця історія є вигадкою біографів: «Андрос» (від грец. ἀνήρ— «чоловік»)— «місто чоловіків», а «Керкіл», очевидно, походить від грец. κέρκος («статевий член»).
- Третя легенда твердила, що близько 572 до н. е. Сапфо вчинила самогубство, кинувшись у море зі скелі на острові Левкадія в Акарнанії через невзаємне почуття до молодого грека Фаона, що перевозив народ з Лесбосу на азійський берег, ненавидів жінок і цікавився тільки морем. Щодня він відпливав човном, а Сапфо дочікувалась його на скелі, і одного разу не повернувся. Критики трактують цей роман вигадкою, сплетінням міфу про морське божество Ласбоса Фаона, що за перевезення Афродіти отримав красу, а «самогубство» пояснюють так: «кинутися з Левкадської скелі» було поширеною метафорою, що означала «очистити душу від пристрастей»,— подібні вчинки вважалися ритуальними і практикувалися в рамках культу Аполлона. Проте історія відбилась у культурі і стала частим мистецьким мотивом, а вираз «кинутися з Левкадської скелі» став приказкою зі значенням «скінчити життя самогубством під впливом відчаю»; в цьому сенсі Левкадська скеля згадується, наприклад, у Анакреонта).
- Також, поряд з Фаоном і Алкеєм до числа обранців Сапфо потрапляють Анакреонт, що жив на 60 років пізніше від неї, і Архілох з Гіппонаксом, розділені один від одного проміжком в 150 років.

Щодо стосунків Сапфо з жінками— адресатками її віршів— вже в давнину існувало безліч неоднозначних думок. Сучасне поняття «лесбійська любов» і саме слово «лесбійка» за походженням пов'язано з Сапфо і її гуртком.

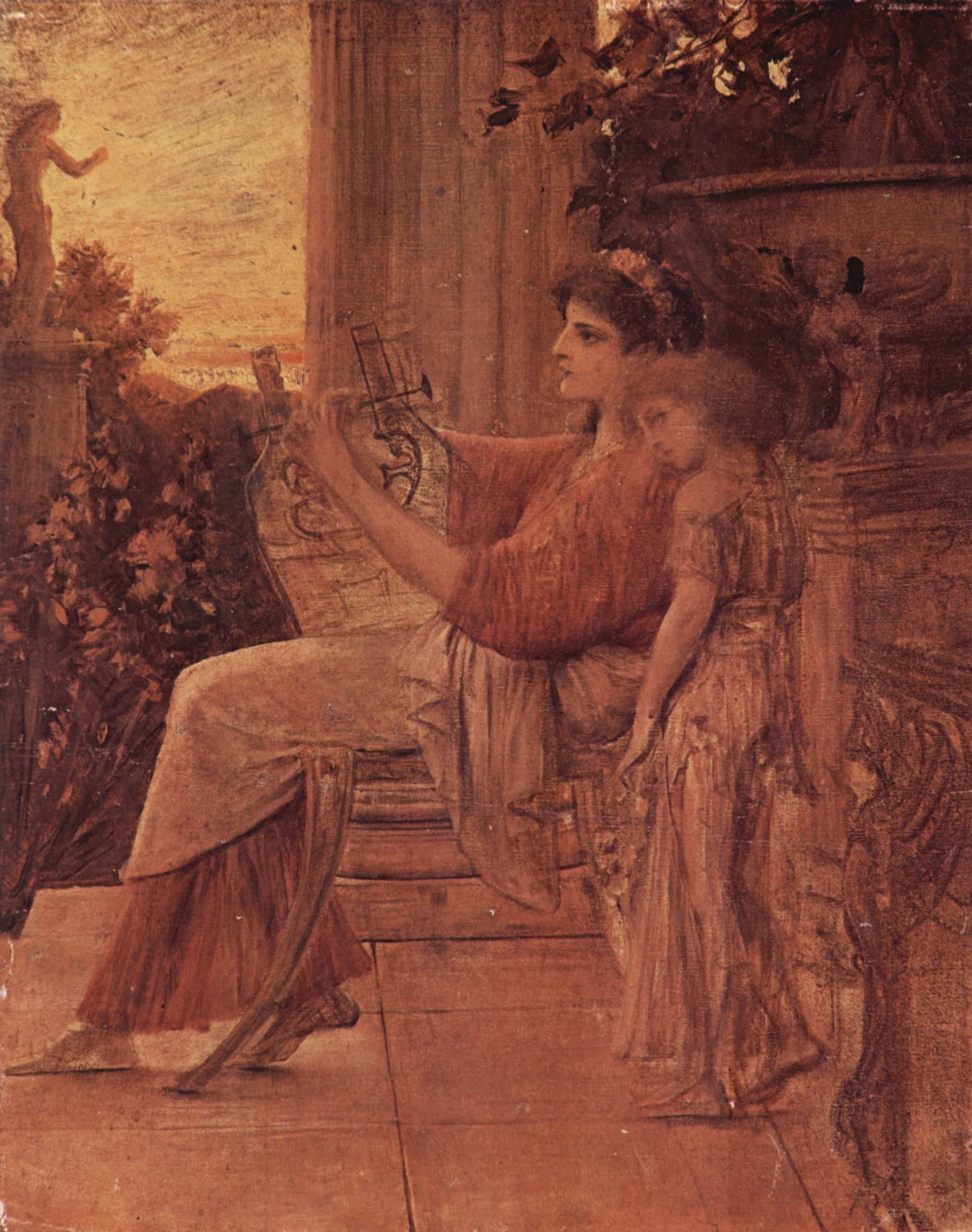
Клімт. Сапфо. Віденський історичний музей. Відень, Австрія

Критики XIX ст., Починаючи з Велькера і Мюллера, пояснювали пристрасність поетичного почуття Сапфо до жінок почасти особливістю художніх прийомів, почасти фактом нормальності лесбійських стосунків у соціально-культурній традиції суспільства того часу. Подібні стосунки жінок, на ґрунті дружби або піднесеної любові (яку, наприклад, Платон проповідував у «Бенкеті») у давнину були такими ж нормальними, як і взаємин, що існували серед спартанських ефебів або між Сократом і його учнями (Алківіадом, Ксенофонтом і ін). Така думка висловлювалася ще в давнину філософом кінця II ст. до н. е. Максимом Тирським (24-е Міркування).
Ревнощі Сапфо до суперниць, Іорго і Андромеди, перепліталися зі змаганнями на ґрунті поетичного і музичного мистецтва між фіасами (фіас Сапфо називає «своїм будинком муз», μοῠσπόος οικία; Bergk, 61).

## «Дім Муз»
Еолійські жінки не були самітницями. В цьому регіоні, за традицією, частина майна передавалася по жіночій лінії. На Лесбосі зберігалися архаїчні замкнуті співдружності чоловіків і жінок, що проживали переважно спільно, поза родиною. Сапфо стояла на чолі однієї з таких співдружностей при храмі Афродіти, де заснувала та очолила одну з перших у світі музично-поетичних студій, школу риторики. До неї з'їжджалися заможні дівчата з усієї Еллади, яких Сапфо навчала тонко відчувати красу через мистецтва поезії на еолійському діалекті, музики, танцю, гарних манер. Приміщення школи Сапфо назвала «Домом Муз». Подруги, учениці й коханки Сапфо постійно обмінювалися складеними віршованими рядками, тематично пов'язаними з ритуалами жіночих культів. Коли учениці від'їжджали додому або одружувалися, їхнє місце займали нові, а Сапфо щиро бажала нареченим щастя в подружньому житті, присвячуючи розлуці з ними свої епіталами — весільні величальні пісні:
```
Гей, стелю ще піднімайте! 
О, Гіменею! 
Вище, теслі, то ж вище! 
О, Гіменею! 
Входить жених, Аресу подібний,  
Вищий від самих високих мужиків. 

(Переклад Н. Пащенко)
```

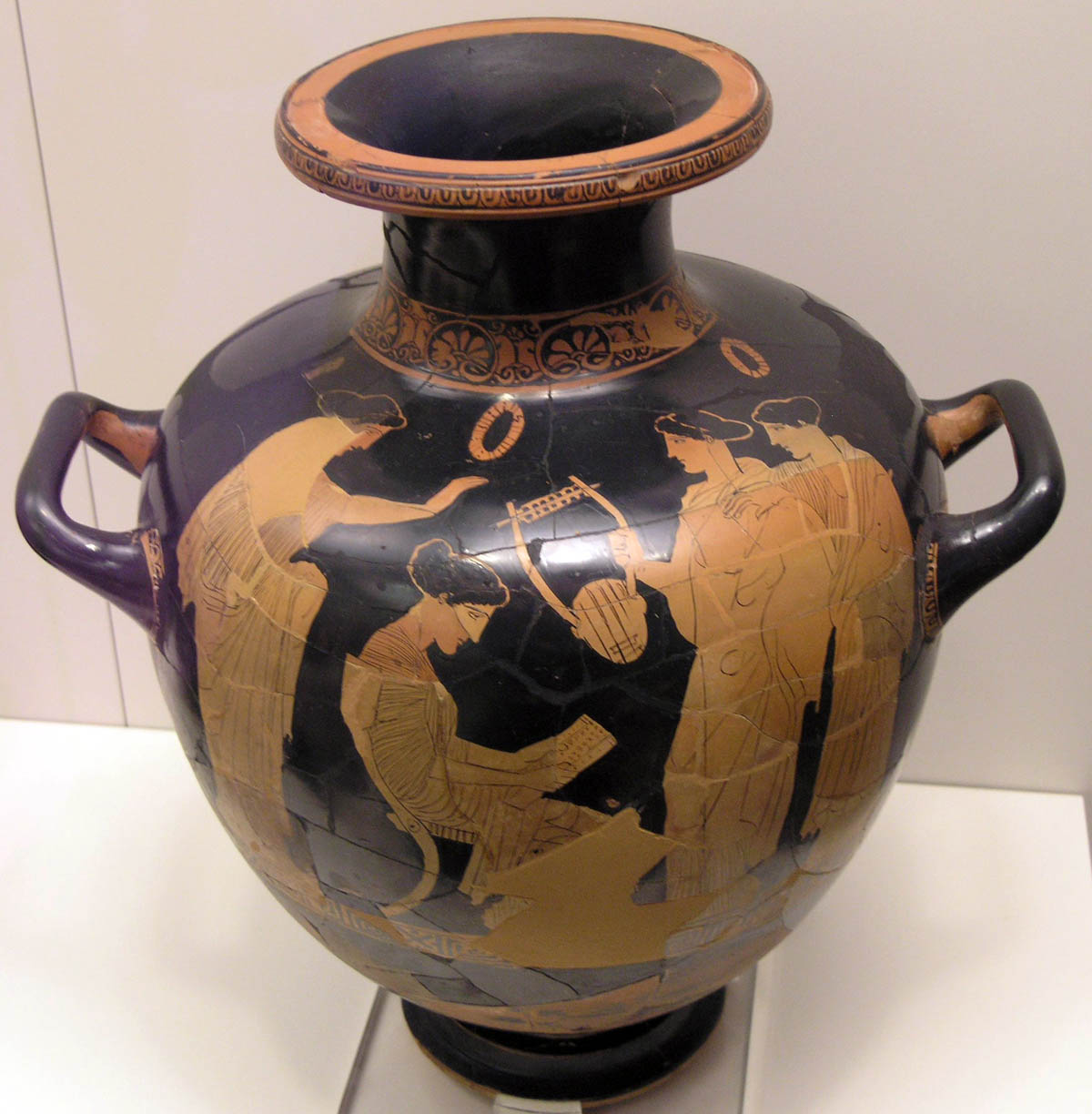
Полігнот. Червонофігурна гідрія (440—430 до н. е.). Сапфо читає один зі своїх віршів трьом ученицям. Національний археологічний музей Афін, 1260.

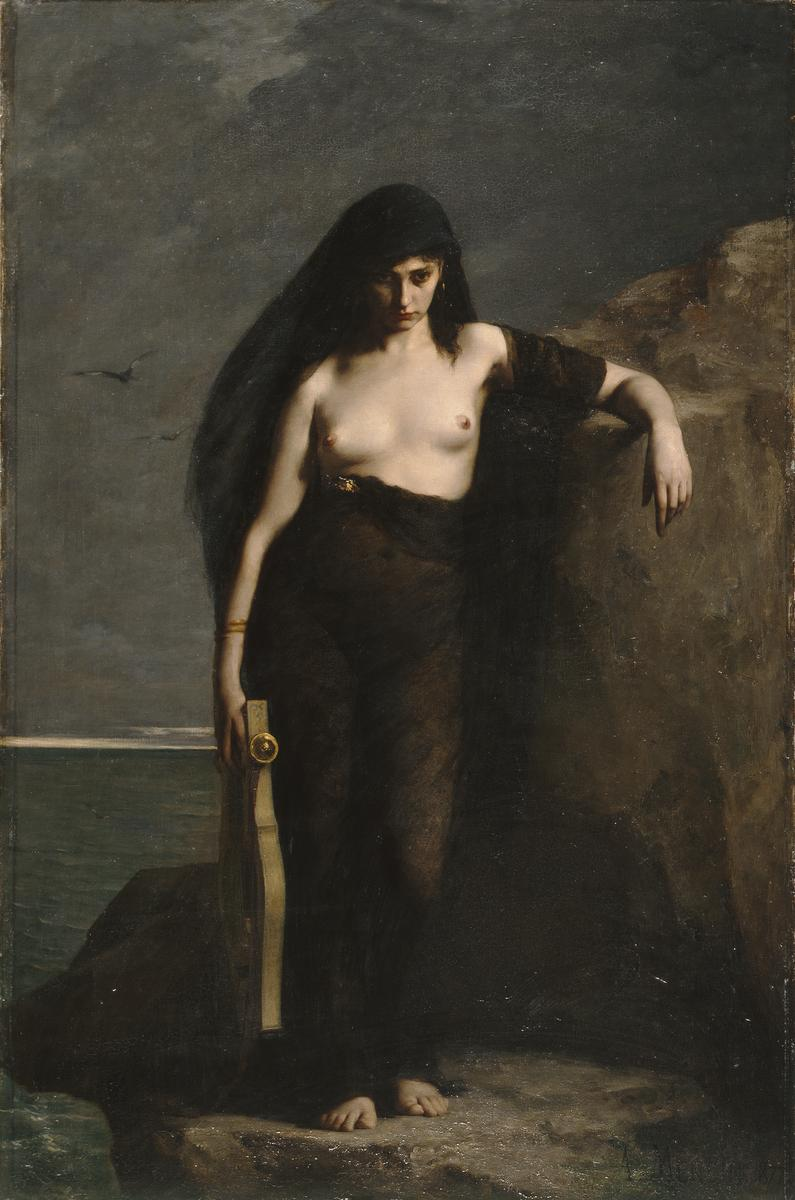
Менжен. Сапфо (1877)

Знайомства, весілля, спілкування подруг, взаємні жіночі потяги і захоплення, суперництво, ревнощі, розлука — усе це знаходило місце в ліриці Сапфо і її учениць. У збережених фрагментах творчості Сапфо є імена деяких її учениць: Анагора, Евніка, Гонгіла, Телесіппа, Мегара, Клеїда, Андромеда, Горго, Еранна, Мнасідіка й Носсіда.

## Творчість
Близька до фольклору, лірика Сапфо рідко виходила за межі властиво жіночих переживань, виражених з надзвичайною простотою і яскравістю. Напружена пристрасність, відверте почуття були основною перевагою поезій.
Сапфо часто писала про родинне життя: милується маленькою донькою, побивається, що брат закохався в недостойну жінку, але найчастіше описує переживання любові.
Стрижень творчості Сапфо — пристрасть і біль кохання, його шал і розпука, здебільшого автобіографічні твори, адресовані ученицям «дому Муз». Лейтмотив оспівування кохання був не просто виявом душевних порухів розумної і талановитої жінки, а свого роду життєвою позицією, філософією Сапфо.
```
Не в силах ткати я -
Серце болить, 
O рідна мамо! 
Жагою, мов вогнем, 
  Мучить мене 
Кіпріда ніжна.

(Пер. А. Содомори)
```

### Спадок
Поетичні твори Сапфо, зібрані в античності Александрійською бібліотекою, становили дев'ять книг, що включали жіночі культові гімни, весільні (епіталами) та обрядові дівочі пісні, любовні пісні, вирази дружніх почуттів і елегії.
- Перша книга: вірші, написані сапфічною строфою, всього 330 строф (фрагменти 1-42),
- Друга книга: вірші, написані гліконічним розміром з розширеним дактилем (фрагменти 43-52),
- Третя книга: вірші з двох великих асклепіадових віршів (фрагменти 53-57),
- Четверта книга: двовірші чи подібні за розміром (фрагменти 58-91),
- П'ята книга: можливо, складалася з різних тривіршів (фрагменти 92-101),
- Шоста книга: зміст невідомий,
- Сьома книга: до нас дійшли тільки два рядки одного розміру (фрагмент 102),
- Восьма книга (фрагмент 103),
- Дев'ята книга: епіталами (весільні пісні) в різних розмірах, включно з дактилічним гекзаметром (фр. 104—117).

Не всі збережені фрагменті можна віднести до певної книги (фрагменти 118—213 не вдалось класифікувати); в них зустрічаються й інші віршові розміри.
З усього масиву творчості Сапфо до нас дійшли, крім численних уривків, у повному обсязі із поезії тільки один гімн «До Афродіти», в якому поетеса благає богиню допомогти їй у коханні, і перекладена спочатку Катуллом, а потім багато разів численними мовами світу, поезія, що змальовує в усьому об'ємі силу любовного почуття.

### Метрика
Сапфо ввела в віршування кілька ритмічних зразків (напр., велику і малу сапфічні строфи), котрі високо цінувались і її сучасниками, і поетами пізнього часу, в тому числі латинськими (Катулл фактично першим використав в латинській малу сапфічну строфу, Горацій застосував її з неперевершеною для латини майстерністю).
На противагу дорійській хоровій ліриці, монодична (сольна) лірика еолійців допускала або однорідні системи, або строфи з двовіршів і тетравіршів, а відсутність розмаїття строфіки компенсувалась різними ритмами. Розмір творів Сапфо — переважно логаедичний, тобто дактило-трохеїчний; серед віршів найчастіше зустрічаються:
- Адоній (—UU— | X)
- Асклепіадів вірш великий (—X | —UU— || —UU— || —UU— | UX)
- Асклепіадів вірш малий (—X | —UU— || —UU— | UX)
- Сапфічний вірш великий (—U ¦ —X | —UU— || —UU— || U— ¦ X)
- Сапфічний вірш малий (—U ¦ —X | —UU— | U— ¦ X)
- Ферекратей (—X | —UU— | X)
- Гліконей (—X | —UU— | UX)

### Особливості

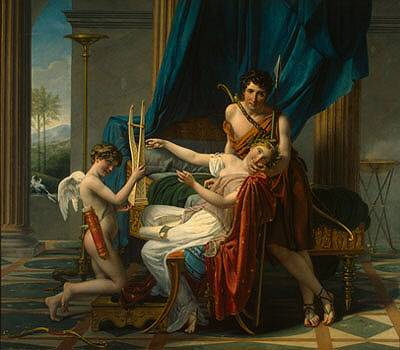
Давід. Сапфо і Фаон (1809). Ермітаж.

Сапфо широко використовує й фольклорну пісню та епос, надаючи традиційним мотивам фольклорних та обрядових дівочих пісень особистого звучання.
- «Сапфічна строфа»: Сапфо використовувала особливу форму чергування наголошених і ненаголошених складів, створюючи складний за ритмікою чотиривірш з розмаїтістю метру. В римській літературі сапфічна строфа увійшла в ужиток після Горація (8 р. до н. е.).
- Мелодійність мови. Особливої слави зажили її епіталами: скарги дівчат на нареченого, котрий забирає її подругу, вихваляння краси нареченої тощо. Елегічні та ямбічні вірші виражали особисті почуття. Була й урочиста лірика з дифірамбом, що, беручи початок від прославлянь Діоніса, виконувався з екстатичним пафосом на фригійський лад, під флейту (пізніше кіфару), з запальною пристрасністю поривчастого танцю, що збуджувала аудиторію.
- Розмаїтість ритміки. За ритмікою творчість Сапфо була настільки різноманітною, що вчені Александрійської бібліотеки уклали аж дев'ять книг її віршів, різних за поетичним розміром.
- Метафоричність та психологізм. Геніальним здобутком Сапфо стала її манера зображати психічний стан людини не за зовнішніми ознаками, а за її внутрішніми, невидимими оку відчуттями. Без такого підходу неможливо уявити собі новітню літературу з її гіпертрофованим психологізмом.
- Пристрасть щирого почуття. Відвертість і сила поетики Сапфо відзначались усіма її поціновувачами. Для підкреслення сили Сапфо використовувала такі прийоми, як виразна аналогія, метафора, риторичні питання, діалогічна форма сповіді, безпосереднє звертання до божества з проханням про допомогу, заклик, зізнання, повчання.
- Тонке відчуття краси природи. Навколишня природа й, зокрема, рослинність, відображують бурхливі переживання ліричної героїні Сапфо, через барвисті стислі замальовки створюючи тло настрою, на якому розвивається почуття. Лірика Сапфо здебільшого позначена сяючою радістю, оптимізмом, пристрасним бажанням злитися з природою. Вона розмовляє з джерелом, що «посилає крізь гілля яблунь своє дзюрчання ніжОсобливої слави зажили її епіталами: скарги дівчат на нареченого, котрий забирає її подругу, вихваляння краси нареченої тощо. Елегічні та ямбічні вірші виражали особисті почуття. Була й урочиста лірика з дифірамбом, що, беручи початок від прославлянь Діоніса, виконувався з екстатичним пафосом на фригійський лад, під флейту (пізніше кіфару), з запальною пристрасністю поривчастого танцю, що збуджувала аудиторію. не», милується «льотом голубків», трояндами, які схилилися над печерою німф і з пелюстків яких «стікає томливо дрімота», дихає ароматом запашних трав, медунки та анісу, найпростіших польових квіток.

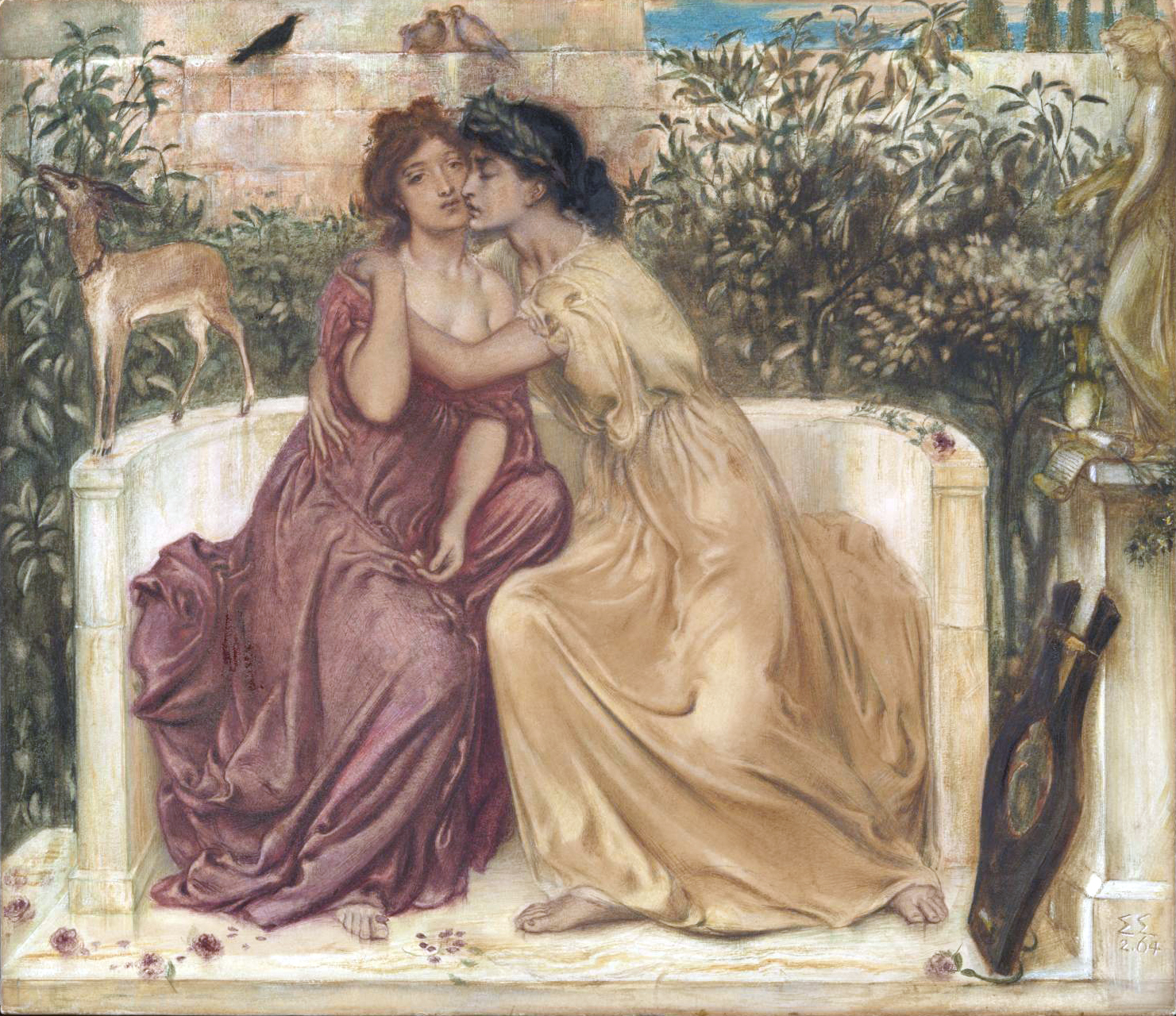
Соломон. Сапфо і Ерінна в саду Мітилени (1864).

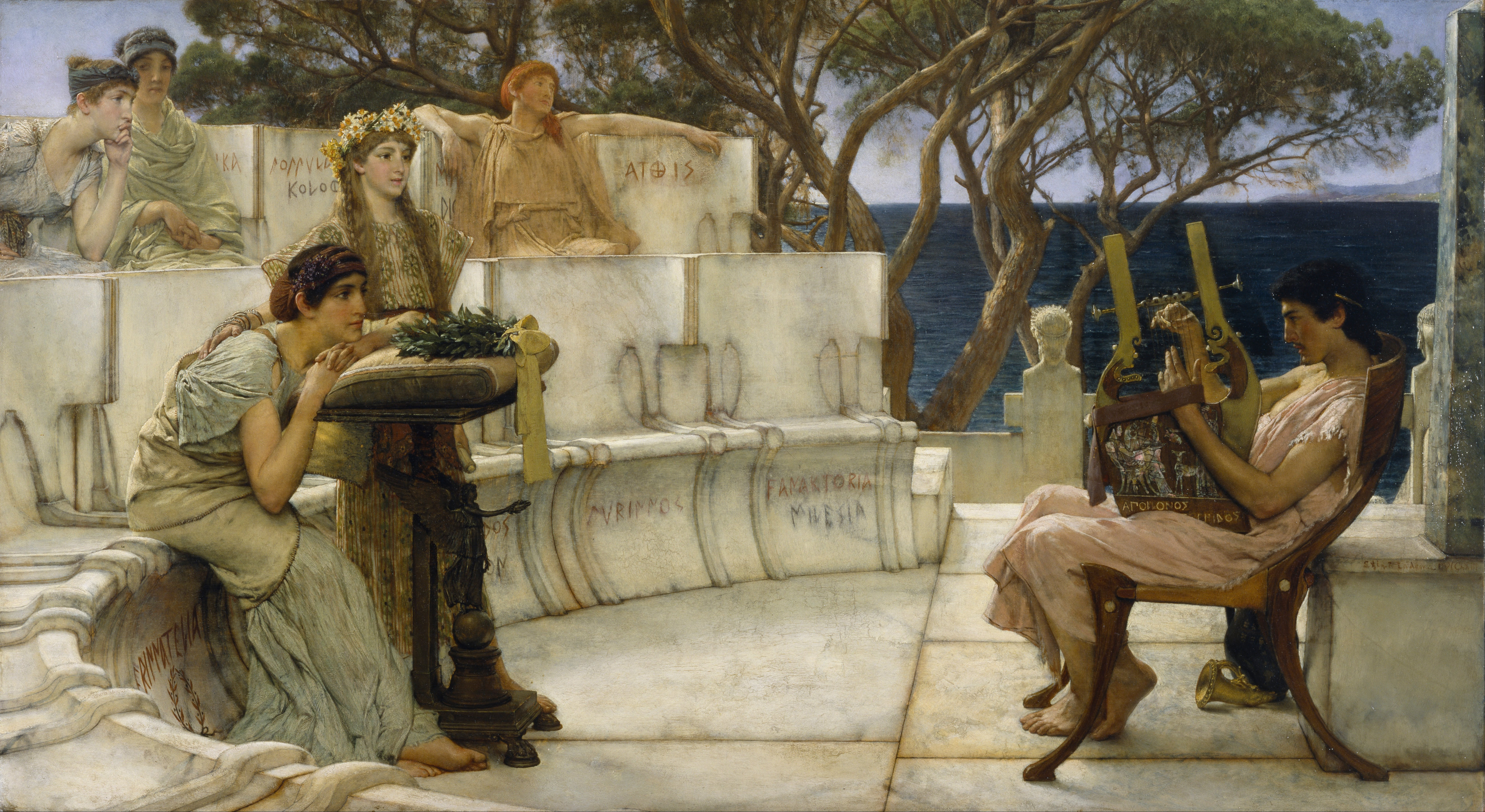
Альма-Тадема. Сапфо та Алкей (1881).

Девід Кемпбелл стисло окреслив деякі з найяскравіших якостей поезії Сапфо: «Простота мови і чіткість думки в усіх цих фрагментах очевидні; жарти і пафос, звичайні в англійських віршах про любов і нерідко зустрічувані в творах Катула, відсутні повністю. Її образи ясні — горобці, запряжені в колісницю Афродіти, повний місяць у зоряну ніч, єдине червоне яблуко на верхівці дерева — і іноді вона детально зупиняється на них, розвиваючи їх самі по собі. Вона використовує пряму мову, цитуючи справжні чи вигадані діалоги, і тим самим досягає враження безпосередності. Коли мова йде про киплячі в її душі почуття, вона спокійно вибирає слова для їх вираження. У цьому вона спирається передусім на мелодику мови: її вміння підбирати положення голосних і приголосних звуків, яким захоплювався Діонісій Галікарнаський, очевидно майже в будь-якій строфі; музика, під яку вона співала свої вірші, вже не звучить, але, прочитані вголос, вони, як і раніше, зачаровують».

## Визнання та вплив
Творчість Сапфо визначила цілий напрям у ліричній поезії, збагатила її постійними переспівами народних пісень, новими віршовими розмірами. В античності лірика Сапфо була надзвичайно популярною і знаною.
Естетичну вагу творчого доробку генія Сапфо Платон висловив так:
```
  "
Дев'ять на світі є Муз, як засвідчують люди, не вірте,

   
Вже бо десята прийшла
 
— Лесбосу донька Сапфо
".
```

До богів подібний мені здається

Той, хто біля тебе, щасливий, сівши,

Голосу твого ніжного бриніння

     Слухає й ловить

Твій принадний усміх: від нього в мене

Серце перестало б у грудях битись;

Тільки образ твій я побачу - слова

     Мовить не можу.

І язик одразу німіє, й прудко

Пробігає пломінь тонкий по тілу.

В вухах чути шум, дивлячись, нічого

     Очі не бачать.

Блідну і тремчу, обливаюсь потом,

Мов трава пожовкла, безсило никну,

От іще недовго й, здається, має

     Смерть надлетіти...
- Вірші Сапфо, її заклики до любові і жагучі зізнання вплинули на творчість Сократа, який величав її своєю «наставницею» у питаннях любові;
- Горацій називав Сапфо «мужньою» (mascula) і наслідував її;
- Повагу виражав і Катулл;
- Страбон іменував Сапфо «чудом» і стверджував, що «дарма шукати у всьому плині історії жінку, яка у поезії могла б витримати хоча б приблизне порівняння із Сапфо».
- Приблизно через шість століть Овідій, намагаючись відтворити почуття Сапфо, коханням якої знехтували, напише від її імені передсмертний лист до Фаона (вірш «Сапфо Фаону», збірка «Героїди»);
- Солон — знаменитий реформатор VI століття, почувши вірші Сапфо, сказав, що не хоче помирати раніше, ніж вивчить їх напам'ять.
- Лірика Сапфо мала значний вплив на Евріпіда, в п'єсах якого вперше в давньогрецькій драматичній поезії показано переживання кохання.

Мітиленці поміщали на своїх монетах зображення Сапфо, її пісні співали в усіх еллінських землях.
Поезії Сапфо в усі часи вважалися взірцем і мали вплив на еліту. Її образ став хрестоматійним і часто зустрічається у творах живописців, скульпторів, романістів, драматургів.
- Рафаель зобразив Сапфо серед найвизначніших поетів усіх часів (фреска «Парнас», Рим, Ватикан),
- Французький художник Давід створив картину «Сапфо і Фаон» (Санкт-Петербург, Ермітаж, 1809 р.),
- Антуан Бурдель, бронзова постать Сапфо (Цюрих, Кунстхауз, 1887—1925 рр.),
- Шарль Гуно, опера «Сапфо» (1851),
- Жуль Массне, опера «Сапфо» (1897),
- П'єр Луї, літературна містифікація «Пісні Білітіс[en]» (1894).

 Барвношатна владарко, Афродіто,

 Дочко Зевса, підступів тайних повна,

 Я молю тебе, не смути мені ти

   Серця, богине,

 Але знов прилинь, як колись бувало:

 Здалеку мої ти благання чула,

 Батьківський чертог кидала й до мене

   На колісниці

 Золотій летіла ти. Міцнокрила

 Горобина зграя, її несучи,

 Над землею темною, наче вихор,

   Мчала в ефірі.

 Так мені являлася ти, блаженна,

 З усміхом ясним на лиці безсмертнім:

 «Що тебе засмучує, що тривожить,

   Чом мене кличеш?

 І чого бажаєш бентежним серцем,

 І кого схилити Пейто повинна

 У ярмо любовне тобі? Зневажив

   Хто тебе, Сапфо?

 Хто тікає — скрізь піде за тобою,

 Хто дарів не взяв — сам дари нестиме,

 Хто не любить нині, полюбить скоро,

   Хто ти й не схочеш…»

 О, прилинь ізнов, од нової туги

 Серце урятуй, сповни, що бажаю,

 Поспіши до мене, вірна помічнице,

   На допомогу. 
З часів Сапфо гомосексуальні форми жіночого еротизму стали іменуватися «лесбійськими». З тим же смислом в англійській вживається слово «сапфічний» (sapphic). Сама Сапфо має статус ЛГБТ-ікони.
В честь Сапфо названо астероїд (80) Сапфо, відкритий в 1864 році.
На «Поверху спадщини» Джуді Чикаго Сапфо наділена чільним місцем за столом «Званої вечері», уособлюючи свою епоху і літературний дар.

### Вплив на українську літературу
Поезію Сапфо знали в Київській Русі. Так, публіцист, сатирик, ерудит ХІІ ст. Даниїл Заточник укладає в уста красуні, що підлещується до свого чоловіка, слова, які є відлунням відомих віршів Сапфо «До богів подібний»: «Свѣте очию моєю! Аз на тѧ не могу зрѣти: єгда глаголеши ко мнѣ, тогда взираю и обумираю и воздрожат ми всѧ уды тѣла моего, и поничю (поникну) на землю».
Очевидний вплив поезій Сапфо на творчість Лесі Українки. Тринадцятирічною, під сильним враженням від легенди про смерть мисткині, Лариса Косач пише вірш «Сапфо» з власним тлумаченням легенди. Одним з останніх творів Лесі Українки є незакінчена драма «Сапфо», де йдеться про людей різної вдачі: натури творчої, натхненної мисткині, геніальної Сапфо та її коханого Фаона, байдужого до високих поривань. Для Лесі Українки Сапфо — взірець, наставниця, вчителька, вольова та рішуча жінка. Як перекладачі до поезії Сапфо зверталися Іван Котляревський, Г. Кочур, А. Содомора, Іван Франко, Агатангел Кримський, Тарас Лучук.
Життя і поезія Сапфо пронизані лесбійським почуттям, традиційним для ряду грецьких міст (наприклад, Спарти), але особливо поширеним на Лесбосі. Подібні емоції живились не лише традицією або платонічними потягами. Апулей (доповнюючи Геродота кн. II, розд. 134—135) переповів легенду про те, що брат Сапфо Харакс, виноторговець, закохався в красиву гетеру Родопіду, що жила в Єгипті. Коли за величезну суму він купив її в колишнього власника і привіз на Лесбос, Сапфо сама зажадала Родопіди. Помітивши домагання сестри до юної коханої, розлючений брат виїхав з будинку разом з рабинею. За словами Лукіана (Діалоги), Сапфо не винайшла жіночої гомоеротики, але стала її яскравою виразницею.
У 2019 році вийшла друком антологія «Перші поетеси: Кодекс давньогрецької жіночої поезії [Архівовано 3 лютого 2020 у Wayback Machine.]». Упорядкував тексти, виконав переклади й підготував науковий апарат видання перекладач, поет і філолог Тарас Лучук. І саме Сапфо очолює тут перелік 18 поетес-грекинь.

### Твори
- Поезії Сапфо на сайті Ae-lib [Архівовано 14 травня 2009 у Wayback Machine.]
- Сапфо: Збірник статей[недоступне посилання з липня 2019] / Упорядники Олена Галета, Євген Гулевич (Центр гуманітарних досліджень Львівського національного університету ім. Івана Франка). — Львів: Літопис, 2005. — 320 с. («Соло триває… нові голоси», № 2: Тарас Лучук, «Catullus versus Sappho: переклад поза контекстом ґендерної лінгвістики»: Лекція-2003 на пошану Соломії Павличко)
- Ганна Улюра. Ніч на Венері: 113 письменниць, які сяють у темряві. — Київ, 2020. — 464 с. — ISBN 978-617-7799-43-5.
- Сапфо в Антології «Жіноча поезія» [Архівовано 27 листопада 2020 у Wayback Machine.] (російською)